# 欠缺
欠缺（けんけつ）とは、主に民事法規、あるいは法令や法学において、ある要素が欠けていることを表す際に用いられる言葉である（意思の欠缺、意思能力の欠缺、登記の欠缺、訴訟条件の欠缺など）。
ただし、近年はより実用的な表現に言い換えられる傾向にある。例えば、民法101条は現代語化の際に「意思の不存在」に、新不動産登記法は「登記がないこと」に言い換えられた。

## 意思の欠缺
意思表示のうち、効果意思を欠いている場合をいう。民法現代語化に伴い、現行民法上は「意思の不存在」と呼ばれる。

## 法の欠缺
ある問題に対して適用する法規が欠けている（存在しない）状態にあることを指す。
成文法においては、文章で法規が書かれているため、その文章の範囲内でしか、法規を適用出来ない。このため、立法当時の配慮の不足や立法後に生じた、当時においては全く予想も出来なかった事例の発生などによって生じる場合がある。
こうした事態に対しては、民事裁判においては類推適用や慣習法、条理によって事態が解決される事が裁判官に求められる（ちなみにスイス民法典では、こうした場合に限定して判例による決定に法的効力を持たせて事実上立法の役割を果たすことを認めている）。
逆に刑事裁判において、こうした措置を取る事は罪刑法定主義に違反する行為として固く禁じられている。

## 表記
「缺」（ケツ）という文字は、音を表す「夬」と意味を示す「缶」からなる形声文字で、「欠ける」という意味の単語を表記する。第二次世界大戦後の漢字制限により、当用漢字では「缺」（ケツ）を旧字体とし新字体として「欠」（ケツ）を定めた。これは唐から南宋の頃にはすでに缺が「欠」と略されていたことによる。一方で、もともと「欠」（ケン）という文字が存在し、これは人が口を開いたさまを象る象形文字で、「あくび」を意味する単語を表記する。
当用漢字は「欠」の音読みに「缺」に由来する「ケツ」のみを認め、従前から存在する別の漢字である「欠」に由来する「ケン」の読みを当用外（のち常用外）とした。しかし、当用漢字に従うと「欠缺」の表記は「欠欠」「けん欠」（交ぜ書き）となってしまい、不自然である。そこで、そのため、この語については当用漢字に従わずに例外的に旧字体を用いた「欠缺」の表記が引き続き維持されることになった（例えば、自動車登録令（昭和26年政令第256号）は新字体で書かれているが、同令4条および5条では「欠缺」の表記を用いている。）。
『広辞苑』『大辞林』などの国語辞典でも法律用語に従い、「欠缺」の表記を採用している（新字体#既存の字との衝突も参照）。ただ、新聞や放送局などといったマスメディアでの報道においては、戦後早くからこの言葉を使用せず、「～の不存在」「～が存在しない」「～がないこと」などといった表現に言い換えている。
なお中国語では欠缺（チェンチェ）は「缺欠」（チェチェ）と記述しても同じ意味であるが、日本ではこのように記述することはないので注意。